# Stàlskoie
Stàlskoie (en rus: Стальское) és un poble del Daguestan, a Rússia, que el 2019 tenia 5.729 habitants. Pertany al districte rural de Kiziliurt.